# Taraxacum arquitenens
Taraxacum arquitenens — вид квіткових рослин з родини айстрових (Asteraceae). Вид зростає в Європі: Польща, Німеччина (Баварія); інтродукований до Фінляндії; це багаторічна рослина помірних біомів.